# رازیانه کوهی
رازیانه کوهی (نام علمی: Peucedanum officinale) نام یک گونه از سرده رازیانه کوهی است.
رازیانه کوهی (بخورالاکراد) گیاهی علفی و چند ساله از خانواده چتریان است که برگ‌های آن مشابه برگ رازیانه تقسیمات باریک و نخی‌شکل و گل‌های زردرنگ و گل‌آذین دارد. ریشه این گیاه گوشتی و سیاه‌رنگ با بوی تند است. از قسمت‌های مورد استفاده این گیاه ریشه و همچنین نیز صمغ گیاه در طب گیاهی کاربرد دارد.

## خواص درمانی
شیرآبه ریشه و صمغی که از ساقه بدست می‌آید در موارد مختلف کاربرد دارد. صمغ رازیانه کوهی برای محل گزش حشرات اثربخش و برای تسکین دندان درد مفید است. صمغ ساقه این گیاه هم‌چنین برای سردردهای بلغمی، فلج، کزاز، بیماری‌های ریوی، سرفه و ورم طحال بسیار مؤثر و ریشه گیاه کمبود ویتامین در بدن را جبران می‌کند. بخور و دود حاصل از صمغ آن برای گرفتگی بینی و زکام و نیز محل گزش حشرات اثربخش و برای تسکین دندان درد مفید است. ضماد ریشه رازیانه کوهی همراه با سرکه و روغن گل سرخ برای سردردهای مزمن و تسکین درد سیاتیک اثربخش است. شیرآبه آن برای رفع سختی ترشح ادرار، دل‌پیچه، درد مثانه، یبوست، ترمیم زخم‌ها و جراحت مفید و مؤثر و ریشه آن برای رفع بدبویی عرق زیر بغل کاربرد دارد.
خاکستر این گیاه با روغن زیتون و روغن گاو برای ترمیم زخم‌های چرکی بسیار مؤثر است. استعمال پودر ریشه آن به صورت شیاف وضع حمل را آسان و صمغ آن همراه با سرکه برای تقویت اعصاب مفید است.